# Discografia di Ghemon
La discografia di Ghemon, rapper italiano, è costituita da sette album in studio (di cui uno pubblicato a nome Ghemon & The Love 4tet), due mixtape, tre EP e oltre venti singoli, pubblicati tra il 2006 e il 2021.
Ad esso vanno conteggiati oltre venti video musicali e numerose collaborazioni con altri artisti, queste ultime cominciate nel 2001.

## Album in studio
| Anno | Titolo | Classifiche |
| Anno | Titolo | ITA         |
| ---- | --- | ----------- |
| 2007 | La rivincita dei buoni - Pubblicato: 15 novembre 2007 - Etichetta: The Saifam Group - Formati: CD, download digitale                                                 | —           |
| 2009 | E poi, all'improvviso, impazzire (pubblicato a nome Ghemon & The Love 4tet) - Pubblicato: 18 febbraio 2009 - Etichetta: Macro Beats - Formati: CD, download digitale | 39          |
| 2012 | Qualcosa è cambiato - Qualcosa cambierà Vol. 2 - Pubblicato: 25 gennaio 2012 - Etichetta: Macro Beats - Formati: CD, download digitale                               | 50          |
| 2014 | Orchidee - Pubblicato: 27 maggio 2014 - Etichetta: Macro Beats - Formati: CD, LP, download digitale                                                                  | 7           |
| 2017 | Mezzanotte - Pubblicato: 22 settembre 2017 - Etichetta: Macro Beats - Formati: CD, LP, download digitale                                                             | 3           |
| 2020 | Scritto nelle stelle - Pubblicato: 24 aprile 2020 - Etichetta: Carosello - Formati: CD, LP, download digitale                                                        | 2           |
| 2021 | E vissero feriti e contenti - Pubblicato: 19 marzo 2021 - Etichetta: Carosello - Formati: CD, LP, download digitale                                                  | 8           |

## Mixtape
| Anno | Titolo |
| ---- | --- |
| 2007 | Qualcosa cambierà Mixtape - Pubblicato: 18 febbraio 2007 - Etichetta: autoproduzione - Formati: CD        |
| 2013 | Aspetta un minuto - Pubblicato: 11 dicembre 2013 - Etichetta: autoproduzione - Formati: download digitale |

## Extended play
| Anno | Titolo |
| ---- | --- |
| 2006 | Ufficio immaginazione - Pubblicato: 26 giugno 2006 - Etichetta: Soulville Free Rec. - Formati: download digitale                                          |
| 2010 | Embrionale - Pubblicato: 23 aprile 2010 - Etichetta: autoproduzione - Formati: download digitale                                                          |
| 2012 | Per la mia gente - For My People (con Marco Polo e Bassi Maestro) - Pubblicato: 29 ottobre 2012 - Etichetta: Macro Beats - Formati: CD, download digitale |

## Singoli

### Come artista principale
| Anno | Titolo                                       | Certificazioni | Album di provenienza        |
| ---- | -------------------------------------------- | -------------- | --------------------------- |
| 2014 | Adesso sono qui                              |                | Orchidee                    |
| 2014 | Quando imparerò                              |                | Orchidee                    |
| 2015 | Pomeriggi svogliati                          |                | Orchidee                    |
| 2015 | Vola alto                                    |                | /                           |
| 2016 | Grande                                       |                | /                           |
| 2017 | Un temporale                                 | - ITA: Oro     | Mezzanotte                  |
| 2018 | Bellissimo                                   |                | Mezzanotte                  |
| 2018 | Criminale emozionale                         |                | /                           |
| 2019 | Rose viola                                   | - ITA: Oro     | /                           |
| 2020 | Questioni di principio                       |                | Scritto nelle stelle        |
| 2020 | In un certo qual modo                        |                | Scritto nelle stelle        |
| 2020 | Buona stella                                 |                | Scritto nelle stelle        |
| 2020 | Champagne                                    |                | Scritto nelle stelle        |
| 2020 | Inguaribile e romantico (feat. Malika Ayane) |                | Scritto nelle stelle        |
| 2021 | Momento perfetto                             |                | E vissero feriti e contenti |

### Come artista ospite
| Anno | Titolo                                                        | Album di provenienza            |
| ---- | ------------------------------------------------------------- | ------------------------------- |
| 2012 | Parla con me (Julia Lenti feat. Ghemon & Mecna)               | /                               |
| 2012 | Come non detto (Syria feat. Ghemon)                           | Come non detto (colonna sonora) |
| 2013 | Suite Deluxe Anthem (Shablo feat. Ensi, Ghemon & Biggie Bash) | /                               |
| 2014 | Inshallah (Anansi feat. Ghemon)                               | Inshallah                       |
| 2015 | Tutta la notte (Livio Cori feat. Ghemon)                      | /                               |
| 2018 | Rambla (Elodie feat. Ghemon)                                  | This Is Elodie                  |
| 2021 | Soli (Mecna feat. Ghemon & Ginevra)                           | Mentre nessuno guarda           |
| 2021 | Fino a che non ti odierò (Lowlow feat. Ghemon)                | /                               |
| 2022 | Pessime intenzioni (Serena Brancale feat. Ghemon)             | /                               |

## Collaborazioni
| Anno | Titolo                              | Artista/i                                                         | Album di provenienza                                                 |
| ---- | ----------------------------------- | ----------------------------------------------------------------- | -------------------------------------------------------------------- |
| 2001 | Di mattina                          | Fabio Musta feat. Sangamaro, Stampede                             | Qualcos'altro... oltre                                               |
| 2005 | 7notti 7note                        | David feat. Ghemon Scienz                                         | Amorestereo                                                          |
| 2005 | Cosa devo fare di più?              | Sumo feat. Ghemon Scienz                                          | Epicentro romano vol. 3                                              |
| 2005 | Questa cultura                      | Mr. Phil feat. Gomez, Amir, Ghemon Scienz                         | Kill Phil                                                            |
| 2005 | La gente non lo sa                  | Mr. Phil feat. Ghemon Scienz                                      | Kill Phil                                                            |
| 2005 | Più su                              | La Squadra feat. Busta Flex, BG Crema, Ghemon Scienz              | Punto di fuga                                                        |
| 2006 | Giorno dopo giorno                  | Mr. Phil feat. Ghemon Scienz, DJ Tsura                            | Guerra fra poveri                                                    |
| 2006 | Niente può fermarmi                 | Mr. Phil feat. Ghemon Scienz, Soul David                          | Guerra fra poveri                                                    |
| 2006 | Tutto è cambiato, niente è cambiato | Rubo feat. Ghemon Scienz, Domey                                   | Infinite Beats                                                       |
| 2006 | I miei tributi                      | Giuann Shadai feat. Ghemon Scienz, DJ Deso                        | Robots                                                               |
| 2006 | Che mi dici                         | Hi-Fi feat. Ghemon Scienz                                         | Soulvillians                                                         |
| 2006 | Solo noi due                        | Tony Fine feat. Ghemon Scienz                                     | Soulvillians                                                         |
| 2006 | Are You Ready?                      | Bassi Maestro feat. Ghemon Scienz, Kiave, Medda                   | V.E.L.M. (Vivi e lascia morire)                                      |
| 2006 | Fuori dal finestrino                | Frank Siciliano feat. Ghemon Scienz                               | inedito per unlimitedstruggle.com                                    |
| 2007 | Move On Up (Distanti)               | Kiave feat. Ghemon                                                | 7 respiri                                                            |
| 2007 | Bermi un gin tonic col naso         | Crookers feat. Ghemon Scienz                                      | Crookers Mixtape                                                     |
| 2007 | Musica buffa                        | Franco Negrè feat. Ghemon                                         | Nomi cose e città                                                    |
| 2007 | I vecchi                            | Microphones Killarz feat. Kiave, Ghemon                           | No Sense                                                             |
| 2007 | Suona sempre                        | Unlimited Struggle feat. Ghemon, Tony Fine                        | Struggle Music                                                       |
| 2008 | Peace Unity & Having Fun            | Kiave feat. Lugi, Ghemon Scienz                                   | Renegades of Funk                                                    |
| 2009 | Non chiedermi il perché             | Bras feat. Jamba, Ghemon                                          | Free Radio 90100                                                     |
| 2009 | Mi reinvento                        | Two Fingerz feat. Ghemon Scienz                                   | Il disco finto                                                       |
| 2009 | Da un po'                           | Kiave feat. Ghemon, Hyst                                          | Il tempo necessario                                                  |
| 2009 | Fuori dal mondo                     | Kiave feat. Ghemon                                                | Il tempo necessario                                                  |
| 2009 | Canzone appassionata                | DJ Fede feat. Ghemon Scienz                                       | Original Flavour                                                     |
| 2009 | Senza di te                         | Fabio Musta feat. Ghemon Scienz, Soulshine                        | Passport                                                             |
| 2010 | Il cambiamento Pt. 4                | Hyst feat. Jimmy, Ghemon Scienz, Don Plemo                        | Alto                                                                 |
| 2010 | Rohypnol                            | Blasteroids feat. Ghemon                                          | Blasteroids                                                          |
| 2010 | Come vuoi tu                        | Negrè feat. Mecna, Ghemon                                         | La gente se ne frega                                                 |
| 2010 | L'eclisse                           | Rischio feat. Ghemon Scienz, Marina                               | Sogni d'oro                                                          |
| 2010 | L'amore dov'è?                      | Bassi Maestro e DJ Shocca feat. Ghemon                            | Musica che non si tocca                                              |
| 2011 | Non capirsi                         | Sandro Sù feat. Ghemon                                            | Bisogna mantenere la posizione                                       |
| 2011 | Brano senza titolo                  | Dargen D'Amico feat. Two Fingerz, Ghemon                          | CD'                                                                  |
| 2011 | Dal minimo al massimo               | Bassi Maestro feat. Ghemon, Matteo Pelli e Mecna                  | Tutti a casa                                                         |
| 2011 | Symbiosis                           | Musteeno feat. Ghemon                                             | Ipnosi collettiva                                                    |
| 2011 | Non soddisfa                        | Useless Wooden Toys feat. SWIM e Ghemon                           | Piatto forte                                                         |
| 2012 | Vero                                | Mistaman feat. DJ Shocca e Ghemon                                 | La scatola nera                                                      |
| 2012 | Vado giù                            | DJ Pandaj feat. Ghemon, Saturnino, Enphy e A. Libretti            | —                                                                    |
| 2012 | Quello che hai                      | Stokka & MadBuddy feat. Ghemon e Pat Cosmo                        | Bypass                                                               |
| 2012 | Kryptonite                          | Mecna feat. Gilmar                                                | Disco inverno                                                        |
| 2012 | Bravo                               | Mecna feat. Gilmar                                                | Disco inverno                                                        |
| 2012 | Non ho mai visto                    | Kiave feat. Ghemon e Mecna                                        | Solo per cambiare il mondo                                           |
| 2012 | Cosa c'è                            | Johnny Marsiglia feat. Ghemon                                     | Orgoglio                                                             |
| 2013 | Figli ingrati                       | Francesco Paura feat. Ghemon                                      | Slowfood                                                             |
| 2013 | Dove sei                            | Neffa feat. Ghemon                                                | Molto calmo (Special Edition)                                        |
| 2013 | My Life                             | Freestyle Concept feat. Ghemon                                    | Stile libero                                                         |
| 2013 | Futuretro                           | Fritz da Cat feat. Mecna, Rodrigo D'Erasmo e Ghemon               | Leaks                                                                |
| 2013 | L'unica cosa                        | E-Green feat. Ghemon                                              | Il cuore e la fame                                                   |
| 2014 | We Love This Game                   | Madbuddy, Kiave, Johnny Marsiglia, Shocca e DJ Tsura feat. Ghemon | —                                                                    |
| 2014 | Stai nel meglio                     | DJ MadKid feat. Ghemon                                            | Mad Chillin. Vol 2                                                   |
| 2015 | L'ultima notte assieme              | Frank Siciliano feat. Ghemon                                      | Luna                                                                 |
| 2016 | Da solo nel sole                    | Mondo Marcio feat. Ghemon                                         | La freschezza del Marcio                                             |
| 2016 | Levante                             | Murubutu feat. Dargen D'Amico e Ghemon                            | L'uomo che viaggiava nel vento e altri racconti di brezze e correnti |
| 2017 | Everest                             | Perturbazione feat. Ghemon                                        | Le storie che ci raccontiamo                                         |
| 2025 | Solite storie                       | PeppOh feat. Ghemon                                               | Stranavita                                                           |

## Videografia

### Video musicali
| Anno | Artista                                         | Titolo                         |
| ---- | ----------------------------------------------- | ------------------------------ |
| 2006 | Mr. Phil feat. Ghemon Scienz, Soul David, Danno | Niente può fermarmi            |
| 2007 | Ghemon feat. Kiave, Franco Negrè                | Qualcosa cambierà              |
| 2009 | Ghemon & The Love 4tet                          | Abbiamo solamente...           |
| 2009 | Ghemon & The Love 4tet                          | Tu o lei                       |
| 2010 | Ghemon & The Love 4tet feat. Al Castellana      | Goccia a goccia                |
| 2011 | Ghemon / Gilmar                                 | La luce                        |
| 2012 | Ghemon                                          | Fantasmi Pt. 2                 |
| 2012 | Ghemon / Gilmar                                 | Siccome pioveva                |
| 2012 | Ghemon feat. Killacat                           | Un giorno in più dall'eternità |
| 2012 | Ghemon / Gilmar                                 | La verità (Non abita più qua)  |
| 2012 | Marco Polo, Bassi Maestro, Ghemon               | Nonostante tutto               |
| 2013 | Ghemon / Gilmar                                 | Niente di buono                |
| 2014 | Ghemon                                          | Adesso sono qui                |
| 2014 | Ghemon                                          | Quando imparerò                |
| 2014 | Ghemon                                          | Nessuno vale quanto te         |
| 2015 | Ghemon                                          | Pomeriggi svogliati            |
| 2018 | Ghemon                                          | Criminale emozionale           |
| 2019 | Ghemon                                          | Rose viola                     |
| 2020 | Ghemon                                          | Questioni di principio         |
| 2020 | Ghemon                                          | In un certo qual modo          |
| 2020 | Ghemon                                          | Buona stella                   |
| 2021 | Ghemon                                          | Momento perfetto               |